# Mika Schneider
Mika Schneider (nacida el 30 de agosto de 2001) es una modelo francesa. Apareció en una portada de la edición estadounidense de Vogue en abril de 2020. Actualmente se ubica en el «Top 50» de models.com.

## Primeros años
Schneider nació en París (Francia) de padre francés y madre japonesa. Schneider se mudó con frecuencia entre Francia y Japón, además de vivir en Moscú (Rusia) y Chennai (India); habla francés, japonés, inglés y, además, algo de ruso y alemán.

## Carrera
Mientras vivía en la India, la madre de Schneider envió fotos de ella a la agencia de modelos japonesa Bon Image, mientras que la división francesa de Elite Model Management la buscó a través de Instagram.
Schneider debutó en el desfile de moda primavera/verano 2020 de Prada y modeló como la novia en el desfile de moda de Tom Ford en Los Ángeles. En 2021, había desfilado en más de 30 desfiles, más que cualquier modelo durante la Semana de la Moda, incluidos Chanel, Saint Laurent, Miu Miu, Dior, Prada, Versace, Fendi, Tom Ford y Louis Vuitton. Apareció en dos portadas grupales de Vogue Japón, quien la llamó una «estrella en ascenso». También apareció en la portada de i-D con la modelo italiana Maty Fall. Apareció en la portada de la edición de febrero de 2022 de Vogue Francia. En publicidad, ha aparecido en campañas para Chanel, Moncler, Zara, Loewe, Givenchy, Valentino, Saint Laurent, Versace y Hermès.
Schneider fue elegida por los lectores como «Estrella revelación del año» en los premios Modelo del año 2020 en models.com. En 2022, fue elegida como uno de «los próximos íconos» (The Next Icons) por Harper's Bazaar.